# Pseudister distractus
Pseudister distractus är en skalbaggsart som först beskrevs av Schmidt 1896.  Pseudister distractus ingår i släktet Pseudister och familjen stumpbaggar. Inga underarter finns listade i Catalogue of Life.